# 三重村 (大分県)
三重村（みえむら）は、大分県西国東郡にあった村。現在の豊後高田市の一部にあたる。

## 地理
竹田川の中上流域付近に位置していた。
- 山岳：大平山、尻付山、ハジカミ山、黒木山[2]

## 歴史
- 1889年（明治22年）4月1日、町村制の施行により、西国東郡上香々地村、夷村が合併して村制施行し、三重村が発足[1][2]。旧村名を継承した上香々地、夷の2大字を編成[2]。
- 1907年（明治40年）西国東郡上真玉村大字黒土字狩場を大字夷に編入[1][2]。
- 1954年（昭和29年）8月31日、西国東郡香々地町、三浦村と合併し香々地町が存続して廃止された[1][2]。

## 産業
- 農業[2]